# زنبورانگلیان

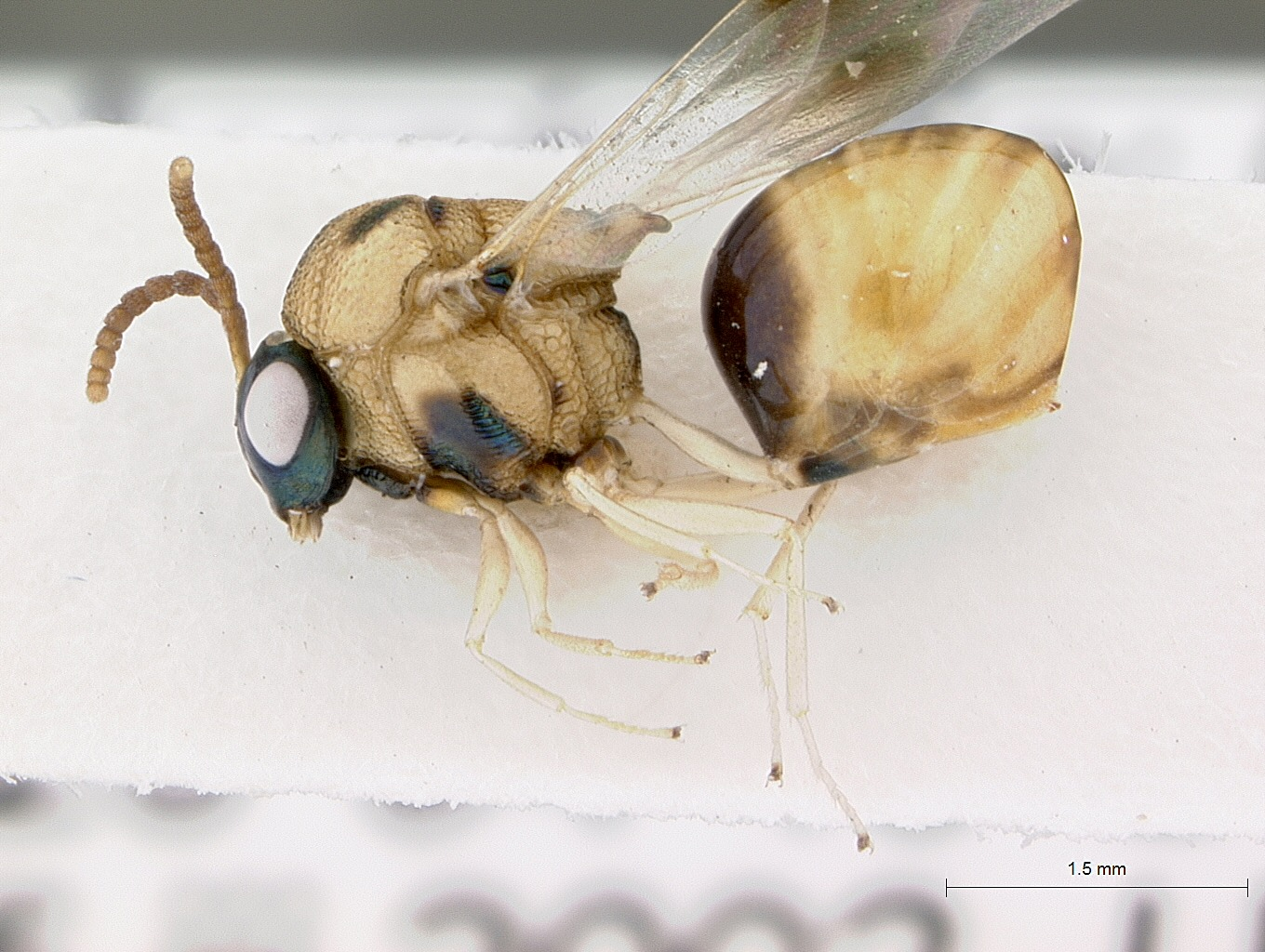
Stilbula quinqueguttata از استرالیا

زنبورانگلیان (به انگلیسی: Eucharitidae) خانواده‌ای از زنبورهای انگلی هستند. زنبورهای یوکوریتیدی گونه‌ای از بالاخانواده زنبور مسی و از سه زیرخانواده تشکیل شده‌اند: Oraseminae , Eucharitinae و Gollumiellinae. اکثر ۵۵ گونه جنس و ۴۱۷ گونه Eucharitidae عضو خانواده‌های زیرخانواده Oraseminae و Eucharitinae هستند و در مناطق گرمسیری جهان یافت می‌شوند.
یوکوریتیدی یک گونه انگلی (به انگلیسی: parasitoids)ساختار یافته برای زندگی انگلی در بدن مورچه‌ها است، به این معنی که معمولاً هر موجود فقط در یک جنس مورچه سکنی می‌گزیند. علاوه بر این، آنها با وجود سیستم دفاعی مؤثر مورچه‌ها در برابر بیشتر پارازیتوئیدها، جزو معدود پارازیتوئیدها هستند که قادر به استفاده از مورچه‌ها به عنوان میزبان هستند.